# Atys naucum
Espèce
L'espèce Atys naucum est un mollusque gastéropode marin appartenant à la famille des Haminoeidae.

## Description et caractéristiques
Longueur : 3,5 cm.

## Habitat et répartition
Océan Indien et Océan Pacifique.